# Xysticus gortanii
Xysticus gortanii es una especie de araña cangrejo del género Xysticus, orden Araneae. Fue descrita científicamente por Caporiacco en 1922.

## Distribución geográfica
Se distribuye por Italia.